# 2365 Interkosmos
2365 Interkosmos è un asteroide della fascia principale. Scoperto nel 1980, presenta un'orbita caratterizzata da un semiasse maggiore pari a 2,5444193 UA e da un'eccentricità di 0,1161403, inclinata di 5,34295° rispetto all'eclittica.
L'asteroide è dedicato al programma spaziale sovietico Intercosmos.